# بول أريولا
بول أريولا (بالإنجليزية: Paul Arriola)‏ (5 فبراير 1995 بكاليفورنيا في الولايات المتحدة - ) هو لاعب كرة قدم أمريكي في مركز الهجوم. شارك مع منتخب الولايات المتحدة تحت 17 سنة لكرة القدم ومنتخب الولايات المتحدة تحت 18 سنة لكرة القدم ومنتخب الولايات المتحدة تحت 20 سنة لكرة القدم. أما مع النوادي، فقد لعب مع نادي تيخوانا.

## وصلات خارجية
- بول أريولا على موقع الدوري الأمريكي (الإنجليزية)
- بول أريولا على موقع قاعدة بيانات كرة القدم.إي يو (الإنجليزية)
- بول أريولا على موقع ناشيونال فوتبول تيمز (الإنجليزية)
- بول أريولا على موقع Soccerbase.com (لاعب) (الإنجليزية)
- بول أريولا على موقع Soccerway.com (الإنجليزية)
- بول أريولا على موقع عالم كرة القدم.نت (الإنجليزية)
- بول أريولا على موقع AS.com (الإسبانية)